# József Antall
József Antall (8. dubna 1932, Pestújhely – 12. prosince 1993, Budapešť) byl první demokraticky zvolený premiér současné Maďarské republiky. Zároveň byl předsedou vítězné strany prvních svobodných voleb – Magyar Demokrata Fórum a jedna z vůdčích osobností pádu komunismu v Maďarsku. V minulosti působil rovněž jako učitel, knihovník a historik.

## Biografie

### Rodina
József Antall se narodil dne 8. dubna 1932 v Pestújhely v tehdejším Maďarském království do nižší šlechtické rodiny. Jeho otec József Antall senior byl právník a státní úředník. Pracoval pro několik ministerstev a stal se koordinátorem prvních výpočtů životního minima v Maďarsku. Byl také zakládajícím členem strany FkGP. Během druhé světové války předsedal Vládnímu výboru pro uprchlíky. Zachránil tak stovky židovských spoluobčanů před smrtí. Po německé okupaci rezignoval a později byl zatčen gestapem. Po válce se stal ministrem pro obnovu ve vládě Zoltána Tildyho. Později byl dokonce prezidentem maďarského Červeného kříže, ale po komunistickém puči rezignoval a odešel do svého rodinného sídla. V roce 1981 po něm byla pojmenována ulice ve Varšavě. O deset let později, roku 1991, byl za záchranu Židů během války uctěn v jeruzalémském památníku obětem Holocaustu Jad Vašem jako Spravedlivý mezi národy.
Jeho matka, Irén Szűcs, byla dcerou venkovského učitele Istvána Szűcse, bývalého ministerského náměstka.

### Studium
Antallovo vzdělávání určoval jeho otec. Už od útlého věku se učil o fungování politických institucí a vhodných politických ideologiích. Vedl ho k základním principům zastupitelské demokracie, což se vázalo s národním cítěním křesťanské etiky.
Nejprve studoval na piaristickém gymnáziu, kde promoval v roce 1950. Již ve věku 16 let se rozhodl vstoupit na politickou kariéru, což samozřejmě nebylo na dlouhou dobu možné. Po absolvování střední školy studoval na Eötvös Loránd Tudományegyetem svobodná umění, oddělení maďarského jazyka a literatury, jakož i historii a archivnictví.
Získal diplom učitele, knihovníka a historika. Dne 30. září 1991 byl Antallovi udělen čestný doktorský titul z Central Connecticut State University.
Po studiích pracoval v Magyar Országos Levéltár a Pedagógiai Tudományos Intézetben.

### Maďarské povstání
Během Maďarského povstání v roce 1956 se aktivně podílel na obnově zaniklých politických stran a založil Keresztény Ifjú Szövetség (Svaz mladých křesťanů). Po porážce revoluce byl několikrát zatčen a následně propuštěn. Od roku 1957 pokračoval v učitelské kariéře na gymnáziu Ference Toldyho, ale v roce 1959 byl jako učitel vyloučen, kvůli své dřívější politické činnosti.

### Výzkum dějin lékařství
Následně působil dva roky jako knihovník. V roce 1963 napsal Magyar Életrajzi Lexikon obsahující 80 lékařských životopisů. Uvědomil si důležitost historie medicíny a provedl základní výzkum v oblasti částečně nezpracovaných vědeckých témat. O rok později začal pracovat v knihovně a archivu Semmelweis Orvostörténeti Múzeum, věnovanému historii medicíny. Nejprve pracoval jako výzkumný vědecký pracovník, později se stal náměstkem ředitele a nakonec byl od roku 1974 ředitelem. Jeho výzkum byl mezinárodně uznán a v roce 1986 byl viceprezidentem Mezinárodní společnosti pro dějiny lékařství.

## Politická kariéra

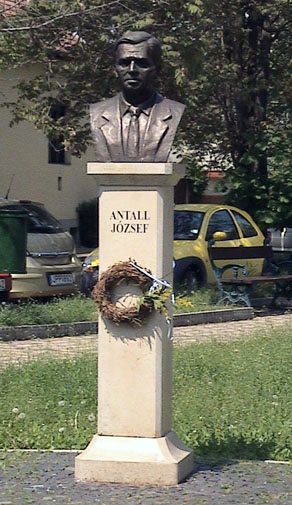
Antallova socha v Miskolci

Ve druhé polovině 80. let se Antall začal více zaměřovat na politické dění. Stal se delegátem Opozice kulatého stolu a jednou z nejvýznamnějších osobností pádu komunismu v Maďarsku. Dne 21. října 1989 byl drtivou většinou hlasů zvolen předsedou Magyar Demokrata Fórum a stal se tak oficiálním kandidátem na premiéra.
Vítězem prvních svobodných voleb na jaře 1990 se stalo Antallovo pravicové MDF se ziskem 164 mandátů. József Antall se tak stal prvním demokraticky zvoleným premiérem Třetí Maďarské republiky. Do svého úřadu oficiálně nastoupil 16. května 1990. Prvním krokem jeho demokratické vlády bylo přijetí současného státního znaku dne 3. července 1990 a urychlení odchodu sovětských vojsk. Poslední vojska Sovětského svazu opouštějí Maďarsko dne 19. června 1991. Jako premiér Antall dohlížel na vytvoření právního systému na podporu tržního hospodářství a přilákání zahraničních investic. Vládní koalice se pokusila stabilizovat ekonomiku při provádění privatizace a dalších prvků tržního hospodářství.
Antall měl rovněž zájem o zlepšení situace Maďarů žijících v zahraničí, a to především v rumunském Sedmihradsku, jejichž situace byla nejhorší. K diplomatické roztržce málem došlo poté, co představitelé těchto států nebyli schopni pochopit Antallovo prohlášení, že se "cítí být premiérem patnácti miliónů Maďarů." Ve své funkci ještě úspěšně prosadil zrušení Varšavské smlouvy a připravil cestu pro budoucí členství Maďarska v NATO.
József Antall zemřel ještě před koncem funkčního období dne 12. prosince 1993 na rakovinu. Bylo mu 61 let. Jeho nástupcem ve funkci předsedy vlády se stal Péter Boross (MDF). Do funkce předsedy MDF byl zvolen ministr obrany Lajos Für, který se funkce ofiálně ujal až 19. února 1994.
Jako uznání jeho celoživotní práce po něm byla v roce 2008 pojmenovaná jedna z budov Evropského parlamentu v Bruselu.

## Vyznamenání
- velkokříž Řádu za zásluhy Polské republiky in memoriam – Polsko, 1993[4]
- velká čestná dekorace ve zlatě na stuze Čestného odznaku Za zásluhy o Rakouskou republiku – Rakousko, 1993[5]
- velkokříž Záslužného řádu Maďarské republiky – Maďarsko, 11. prosince 1993[6]
- Velký řád královny Jeleny in memoriam – Chorvatsko, 2002